# Clemson
Clemson és una població dels Estats Units a l'estat de Carolina del Sud. Segons el cens del 2000 tenia 11.939 habitants.

## Demografia
Segons el cens del 2000, Clemson tenia 11.939 habitants, 5.061 habitatges i 2.196 famílies. La densitat de població era de 625,5 habitants/km².
Dels 5.061 habitatges en un 17,8% hi vivien nens de menys de 18 anys, en un 35,2% hi vivien parelles casades, en un 5,9% dones solteres, i en un 56,6% no eren unitats familiars. En el 28,6% dels habitatges hi vivien persones soles el 7,7% de les quals corresponia a persones de 65 anys o més que vivien soles. El nombre mitjà de persones vivint en cada habitatge era de 2,3 i el nombre mitjà de persones que vivien en cada família era de 2,84.
Per edats la població es repartia de la següent manera: un 14,5% tenia menys de 18 anys, un 36,8% entre 18 i 24, un 20,4% entre 25 i 44, un 15,5% de 45 a 60 i un 12,7% 65 anys o més.
L'edat mediana era de 25 anys. Per cada 100 dones de 18 o més anys hi havia 107,5 homes.
La renda mediana per habitatge era de 26.892 $ i la renda mediana per família de 61.176 $. Els homes tenien una renda mediana de 39.318 $ mentre que les dones 28.663 $. La renda per capita de la població era de 19.272 $. Entorn del 8,8% de les famílies i el 33,1% de la població estaven per davall del llindar de pobresa.

## Poblacions més properes
El següent diagrama mostra les poblacions més properes.